# Yeoman
Yeoman er en forældet betegnelse for en fri selvejerbonde i England. Dette svarer til den norske betegnelse odelsbonde.
Militært var odelsbønderne i England og Wales organiseret i Yeomanry regimenter. I dag indgår disse afdelinger i den britiske hærs reserver (Territorial Army).
I nutiden bruges betegnelsen Yeomen også om Yeomen of the Guard, der er den britiske regents ceremonielle livgarde, og om Yeoman Warders, der er den ceremonielle vagtstyrke på Tower of London.